# 덴포정 (1925년)
덴포정(일본어: 伝法町)은 일본 오사카부 니시나리군에 설치되었던 정이다. 현재의 오사카시 고노하나구에 해당한다.

## 역사
- 1889년 4월 1일 - 정촌제 시행에 의해 니시나리군 덴포촌이 성립하였다.
- 1903년 11월 5일 - 정으로 승격해 덴포정이 되었다.
- 1925년 4월 1일 - 오사카시 2차 시역 확장에 의해 신설된 니시요도가와구에 편입되었다.

## 참고문헌
- 人事興信所編『人事興信録 第8版』人事興信所、1928年。
- 『角川日本地名大辞典 27 大阪府』（角川書店、1983年） ISBN 978-4-04-001270-4。